# Keivonn Woodard
Keivonn Montreal Woodard (nascido em 9 de fevereiro de 2013) é um ator americano. Ele é mais conhecido por seu papel como Sam na série dramática pós-apocalíptica da HBO The Last of Us (2023), pela qual recebeu uma indicação ao Primetime Emmy Award de Melhor Ator Convidado em Série Dramática.

## Vida pessoal
Nascido em 9 de fevereiro de 2013, Woodard mora em Bowie, Maryland, com sua mãe, April Jackson-Woodard; seu pai, Dwayne Woodard, morreu em 2021. Além de atuar, ele joga hóquei.

## Carreira
Ele estreou no cinema em 2018 com o filme Seeds of Hope: The Andrew Jackson Foster Story antes de aparecer em The Last of Us como Sam, um sobrevivente que viaja com seu irmão Henry nos episódios "Please Hold to My Hand" e "Endure and Survive".
Woodard, que é surdo, foi contratado para The Last of Us depois que o co-criador da série Craig Mazin, à procura de um jovem ator fluente em língua de sinais americana, enviou uma chamada de elenco via X (antigo Twitter). Por seu papel em The Last of Us, Woodard foi indicado ao Primetime Emmy Award de Melhor Ator Convidado em Série Dramática, tornando-se o mais jovem indicado na categoria aos 10 anos e o segundo mais jovem indicado ao Emmy depois de Keshia Knight Pulliam para The Cosby Show. Ele é o primeiro ator surdo negro e o segundo ator surdo geral (depois de Marlee Matlin) a ser indicado ao Emmy. Seu desempenho também lhe rendeu um Independent Spirit Award e indicações para o Black Reel TV Award e o NAACP Image Award.
A partir de julho de 2023, Woodard deverá aparecer em Fractal, um curta-metragem de Anslem Richardson.